# Combat de Cistella
 (février 2025).
Guerres de la Révolution française
Batailles
Le combat de Cistella, s'est déroulé le 16 floréal an III (5 mai 1795), entre les troupes françaises de Paul Guillaumeet les troupes espagnoles dirigée par José de Urrutia (es), lors de la guerre du Roussillon pendant les guerres de la Révolution française de la Première Coalition. 

## Préambule
Après la bataille de Figueras en novembre 1794, le général Dominique-Catherine Pérignon et son armée des Pyrénées orientales ont l'occasion de pousser plus loin dans le nord-est de l'Espagne. Les forces espagnoles adverses étaient désorganisées et manquaient d'équipement. Leur commandant, le général de La Union avait été tué à Figueras, et un nouveau général, José de Urrutia y de las Casas (es), avait pris le commandement. Cependant, au lieu de pousser vers Gérone et Barcelone, Pérignon se laissa entraîner dans le siège de la petite forteresse de Roses. Le siège s'éternise jusqu'au 3 février 1795. La majeure partie de la garnison réussie à s'échapper, grâce au contrôle espagnol de la mer. Ce retard permit aux Espagnols de reconstruire leur armée, d'appeler des unités de milice et de transférer des unités régulières d'autres fronts. Le printemps de 1795 vit également la formation d'unités de volontaires dont les membres combattirent pour des motifs patriotiques et religieux.
La maladie et la désertion avaient réduit l'armée française des Pyrénées-Orientales. L'animosité entre Pérignon et le général Augereau, son commandant le plus victorieux, entrave également les opérations. Le gouvernement français décida de remplacer Pérignon par un commandant qui ne connaissait pas les forces françaises en Espagne. Le général Barthélemy Louis Joseph Schérer est ainsi transféré, du commandement de l'armée française d'Italie à l'Espagne au printemps 1795 ( le 3 mars 1795 (13 ventôse de l'an III)). Il reçut l'ordre de ne pas prendre l'offensive à moins qu'il ne pense qu'il remporterait la victoire dans les batailles qui s'ensuivraient. 
Réprimandé par ces ordres, Schérer décida néanmoins d'ouvrir une offensive à la fin du mois d'avril.
Ce fut d'abord une série de démonstrations, d'escarmouches insignifiantes. Ainsi, le 5 floréal an III (24 avril 1795), une colonne de la division général Augereau voulant profiter d'un profond rentrant que la Fluvia décrit vers Orfes (es), essaye de déboucher sur la rive gauche et ne peut y parvenir.
Le 6 floréal an III (25 avril 1795), un détachement parti reconnaitre le pont de Bàscara, est tourné par un bataillon de chasseurs espagnols, et se hâte de regagner Pontós.
Le 7 floréal an III (26 avril 1795), 4 000 Français, pour prendre leur revanche, se présentent de nouveau en face de Bàscara et lancent à droite et à gauche deux petites colonnes : la première, qui ne peut forcer le passage de la rivière vers Parets d'Empordà (es), la seconde, qui réussit à surprendre le poste mal gardé de Calabuig (es).
Enfin, le 9 et le 10 floréal an III (29 avril 1795), c'est la cavalerie castillane qui escadronne librement sur la rive gauche de la Fluvià et pousse des reconnaissances dans la plaine, jusque sur les hauteurs d'Armadas y Vilajoan (es) ce qui détermine Pérignon à rappeler à lui le reste des 1 800 chevaux encore cantonnés dans les provinces de l'intérieur, et que le printemps pouvait déjà nourrir en Catalogne.
Des scènes du même genre se reproduisaient dans les montagnes, et comme là, les petits postes français, éparpillés, avaient à soutenir tous les jours des luttes inégales, Pérignon les réunit sous les ordres du général Guillaume, leur adjoignit deux bataillons de chasseurs et quelques compagnies de grenadiers, portant ainsi leur effectif à 1 500 baïonnettes, puis il les envoya camper à Cistella, sur le Alt Empordà. Tentés par l'isolement et la faiblesse numérique de ce camp volant, les Espagnols résolurent de le cerner et de l'anéantir.

## Combat de Cistella
Le 16 floréal an III (5 mai 1795), trois colonnes espagnoles, fortes ensemble d'environ 16 000 combattants, franchirent la Fluvià par les ponts de Sant Pere Pescador, de Bàscara et d'Esponellà.
- La première colonne , dirigée par le chef d'état-major O-Farril, s'arrête à une petite distance de la rivière, en face de la gauche française.
- La seconde colonne, aux ordres du général La Romana, s'avance dans la plaine, de part et d'autre de la grande route, et, arrivée sur la crête du rideau qui court de Pontós à Armadas y Vilajoan (es), elle s'y déploie
- La troisième, commandée par le général Vives (en), continue son mouvement vers le nord.

Cet ordre en échelons laissait déjà soupçonner le dessein de l'ennemi, quand, des montagnes de Lliurona (ca), débouche une quatrième colonne, un gros régiment de miquelets, qui, s'étendant de suite à gauche, cherche à gagner les derrières de Cistella. Dès lors, plus de doute, c'était à ce camp isolé qu'en voulaient les Espagnols. Et en effet, le général Guillaume se vit bientôt à demi cerné par 8 000 hommes et comme il n'en n'avait que 1 500, il prit la décision de se retirer sur le chemin d'Aviñonet.
Augereau, sur ces entrefaites, avait envoyé à deux bataillons de réserve à Llers, l'ordre de se porter, par Palau-surroca (ca), contre la gauche des miquelets qui tournaient Cistella;
puis, d'Aviñonet, avait jeté sur la droite du général Vives (en), le général Bon, à la tête de deux bataillons de chasseurs.
Cependant le général Guillaume se replie avec lenteur et méthode, observant ses adversaires, que les découpures du terrain et l'extension de leur ligne de bataille avaient singulièrement morcelés. Il observe surtout une partie de la colonne de Lliurona (es), qui, acharnée sur ses pas, avait eu l'imprudence de s'engager isolément entre deux profonds ravins, et il épie le moment de faire sur elle volte-face, quand une vive fusillade éclate soudain à droite et à gauche, et lui annonce qu'il est secouru. Alors il se retourne, et lance sa troupe sur le détachement qu'il guettait, et qui ne peut recevoir de secours d'aucun côté. Les miquelets sont rompus et refoulés jusqu'à Estrella, à moitié chemin de Llorona.
Ceux qui s'étaient écartés à gauche pour tourner Cistella, eurent le même sort : les deux bataillons de réserve, le 1er de la Montagne et le 4e des Vengeurs, qui les avaient abordés, achevèrent de les rejeter hors ligne de retraite, et les poursuivirent la baïonnette dans les reins, jusqu'à Terrades. Une panique affreuse s'était emparée des fuyards, au point que, pour échapper aux soldats Français, ces malheureux paysans couraient éperdus dans toutes les directions, ou se blottissaient dans les buissons, dans toutes les cavités du sol, on en tua même surdes arbres. Leur colonel, génér, resta sur place.
De son côté, le général Bon repousse le général Vives (en)  jusqu'au delà de Navata, et le bataillon de Valence, que le général espagnol sacrifia à
Cabanelles pour arrêter nos chasseurs, n'aurait pas suffi à assurer sa retraite, si elle n'avait été naturellement protégée par la bonne attitude du général La Romana, qui, après s'être maintenu longtemps à Pontós, regagna la Fluvià dans un ordre parfait.

La colonne d'O-Farril qui n'avait pas provoqué la gauche française qu'elle était chargée de contenir, repassa tranquillement la rivière, dont elle ne s'était guère écartée.

## Bilan
C'était donc au général Guillaume que revenait l'honneur de la journée, et il ne l'avait pas acheté cher, car c'est à peine s'il avait 50 hommes hors de combat, dont 15 morts seulement. Il estima que l'ennemi avait dû perdre, 800 hommes tant tués que blessés.
Le lendemain, le général Pérignon fort de cette victoire prend à son tour l'offensive.

### Référence
- Émile Simond : Historique des nouveaux régiments créés par la loi du 25 juillet 1887 pages 14-15
- Joseph Napoléon Fervel : Campagnes de la Révolution française dans les Pyrénées-Orientales, 1793-1794-1795. Tome 2, page 301 et suivantes